# Катедральний Собор Різдва Пресвятої Богородиці (Кошиці)
48°43′14″ пн. ш. 21°15′10″ сх. д. / 48.72055556° пн. ш. 21.25277778° сх. д.
Катедральний Собор Різдва Пресвятої Богородиці в Кошицях — катедральний собор греко-католицької Кошицької єпархії в місті Кошиці, Словаччина.
Храм у неороманському стилі побудовано в 1882—1898 роках за проєктом Вільяма Колацека та будівельника Людовіта Шмідта. У 1901 році встановлено іконостас і кафедру.
Храм став катедральним після створення Кошицького апостольського екзархату в 1997 році.